# Bauladu
Bauladu (Baulàdu in sardo) è un comune italiano di 620 abitanti della provincia di Oristano in Sardegna nella regione del Campidano di Oristano, sorge ai piedi di una collina di origine vulcanica.

## Origini del nome
Il nome Bauladu, in sardo "guado ampio", ha un'etimologia latina: Vadum ("guado") e Latum ("ampio/largo"), che si riferisce probabilmente al rio Cìspiri che ne attraversa il territorio.

## Storia
Già zona abitata in epoca nuragica e romana, nel Medioevo appartenne al Giudicato di Arborea e fece parte della curatoria Campidano di Milis.
Nel XII secolo i giudici arborensi donarono la villa alla comunità dei camaldolesi di Bonarcado. Alla caduta del giudicato, nel 1410, fu incluso nel Marchesato di Oristano e dal 1420 passò sotto il dominio aragonese. Nel 1767 fu incorporato nel marchesato d'Arcais, feudo dei Flores Nurra, ai quali fu riscattato nel 1839 con la soppressione del sistema feudale, per divenire un comune autonomo amministrato da un sindaco e da un consiglio comunale.
Nel 1927 il comune perse la sua autonomia e fu aggregato come frazione a Milis; recuperò poi l'autonomia nel 1946.

### Simboli
Lo stemma e il gonfalone del Comune di Bauladu sono stati concessi con decreto del presidente della Repubblica del 24 luglio 2007.
Il gonfalone è un drappo di giallo.

## Monumenti e luoghi d'interesse

### Architetture religiose
Caratteristica è la parrocchia di San Gregorio, in stile romanico, risalente al XIII secolo poi ristrutturata nel corso del Settecento.

### Siti archeologici
Nei dintorni del paese è possibile visitare il nuraghe Cràbia, che testimonia la presenza dell'uomo fin dalla preistoria.

## Società

### Evoluzione demografica
Abitanti censiti

### Lingue e dialetti
La variante del sardo parlata a Bauladu è riconducibile alla Limba de mesania.